# L'Allumeuse
Pour les articles homonymes, voir Allumeuse.
Pour plus de détails, voir Fiche technique et Distribution.
L'Allumeuse est un film italien réalisé par Silvio Siano et sorti en 1965.

## Fiche technique
- Titre : L'Allumeuse
- Titre original : La donnaccia
- Autres titres :
  - Déesse de l'amour
  - Une belle garce
- Réalisation : Silvio Siano
- Scénario : Sabatino Ciuffini et Silvio Siano
- Photographie : Domenico Paolercio
- Costumes : Rosalba Menichelli
- Son : Mario Amari et Umberto Picistrelli
- Musique : Franco Langella
- Montage : Piera Bruni
- Production : Artemide Cinematografica
- Pays d'origine :  Italie
- Durée : 92 minutes
- Date de sortie : France - 17 octobre 1965

## Distribution
- Dominique Boschero
- Georges Rivière
- Lucile Saint-Simon
- Laura De Marchi
- Aldo Bufi Landi